# Laurel Thatcher Ulrich
Laurel Thatcher Ulrich (née le 11 juillet 1938) est une historienne américaine lauréate du prix Pulitzer spécialisée dans l'Amérique ancienne et l'histoire des femmes, et professeure à l'Université Harvard.

## Jeunesse et éducation
Laurel Thatcher est née le 11 juillet 1938 à Sugar City, Idaho, de John Kenneth Thatcher, instituteur et surintendant ainsi que législateur et agriculteur de l'État; et Alice Siddoway Thatcher. Elle est diplômée de l'université de l'Utah, avec une spécialisation en anglais et en journalisme, et prononce le discours d'adieu, honneur accordée aux majors de promotion.
En 1971, elle obtient une maîtrise en anglais au Simmons College, puis un doctorat en histoire de l'université du New Hampshire, en 1980.

## Carrière
Après avoir terminé son doctorat, Ulrich rejoint la faculté de l'Université du New Hampshire, progressant progressivement d'assistante diplômée à membre titulaire du corps professoral. Elle reste à la faculté de l'UNH jusqu'en 1995. En 1991, Ulrich reçoit à la fois le prix Pulitzer et le prix Bancroft pour son œuvre d'histoire, A Midwife's Tale ,. En 1992, la Fondation MacArthur choisit Ulrich comme MacArthur Fellow,.
En 1995, elle est titulaire de la chaire James Duncan Phillips d'histoire ancienne de l'Amérique et directrice du Charles Warren Center of Studies in American History, à l'Université Harvard,. Elle est élue à la Société américaine de philosophie en 2003. Elle est également présidente de l'American History Association de 2009 à 2010 et de la Mormon History Association de 2014 à 2015. Depuis 2018, Ulrich est professeur émérite d'université du 300e anniversaire, à Harvard.
En janvier 2017, le livre d'Ulrich A House Full of Females: Plural Marriage and Women's Rights in Early Mormonism est publié. Ce texte explore les femmes mormones vivant dans l'Utah au XIXe siècle qui ont contracté des mariages pluraux.

## Vie privée
Alors qu'elle est étudiante de premier cycle, elle épouse Gael Ulrich, aujourd'hui professeur émérite de génie chimique à l'Université du New Hampshire et ont cinq enfants : Karl (né en 1960), Melinda (née en 1963), Nathan (né en 1964), Thatcher (né en 1969) et Amy (née en 1975).
Ulrich s'identifie comme une féministe active et mormone et écrit sur ses expériences. Elle coédite (avec Emma Lou Thayne) All God's Critters Got a Place in the Choir, un recueil d'essais sur la vie des femmes mormones. Ulrich est cofondatrice, avec Claudia Bushman, Judy Dushku, Sue Paxman et d'autres, d'Exponent II, une publication indépendante sur l'expérience des mormones.
À Harvard, Ulrich est activement impliqué dans l'Église de Jésus-Christ des saints des derniers jours ; elle est conseillère pour l'association des étudiants de premier cycle des saints des derniers jours et le club du campus des saints des derniers jours, et enseigne un cours de l'Institut de la religion.

## Ouvrages
- A House Full of Females: Plural Marriage and Women's Rights in Early Mormonism, 1835–1870. (2017). Alfred A. Knopf, Inc. (ISBN 978-0-307-59490-7)
- Well-Behaved Women Seldom Make History. (2007). Alfred A. Knopf, Inc. (ISBN 978-1-4000-4159-6)
- Éditeur, Yards and Gates: Gender in Harvard and Radcliffe History. (2004). Palgrave Macmillan, (ISBN 978-1-4039-6098-6)
- The Age of Homespun: Objects and Stories in the Creation of an American Myth. (2001). Alfred A. Knopf, Inc. (ISBN 978-0-679-44594-4)
- All God's Critters Got a Place in the Choir, a collection of essays coauthored with the Utah poet Emma Lou Thayne. (1995). Livres d'Aspen, (ISBN 978-1-56236-226-3)
- A Midwife’s Tale: The Life of Martha Ballard based on her diary, 1785–1812. (1990). Alfred A. Knopf, Inc. (ISBN 978-0-394-56844-7) . Réédité en Vintage broché, (ISBN 978-0-679-73376-8)
- Good Wives: Image and Reality in the Lives of Women in Northern New England, 1650–1750. (1982). Alfred A. Knopf, Inc. (ISBN 978-0-394-51940-1) . Réédité par Vintage (1991), (ISBN 978-0-679-73257-0)